# Abbaye de Forest-Montiers
L'abbaye de Forest-Montiers est une ancienne abbaye de moines bénédictins qui était située sur le territoire de l'actuelle commune de Forest-Montiers dans le département de la Somme en Picardie.
Fondée en 640, l'abbaye fut supprimée en 1767, après 1 127 années d'existence.

## Histoire

### Fondation de l'abbaye

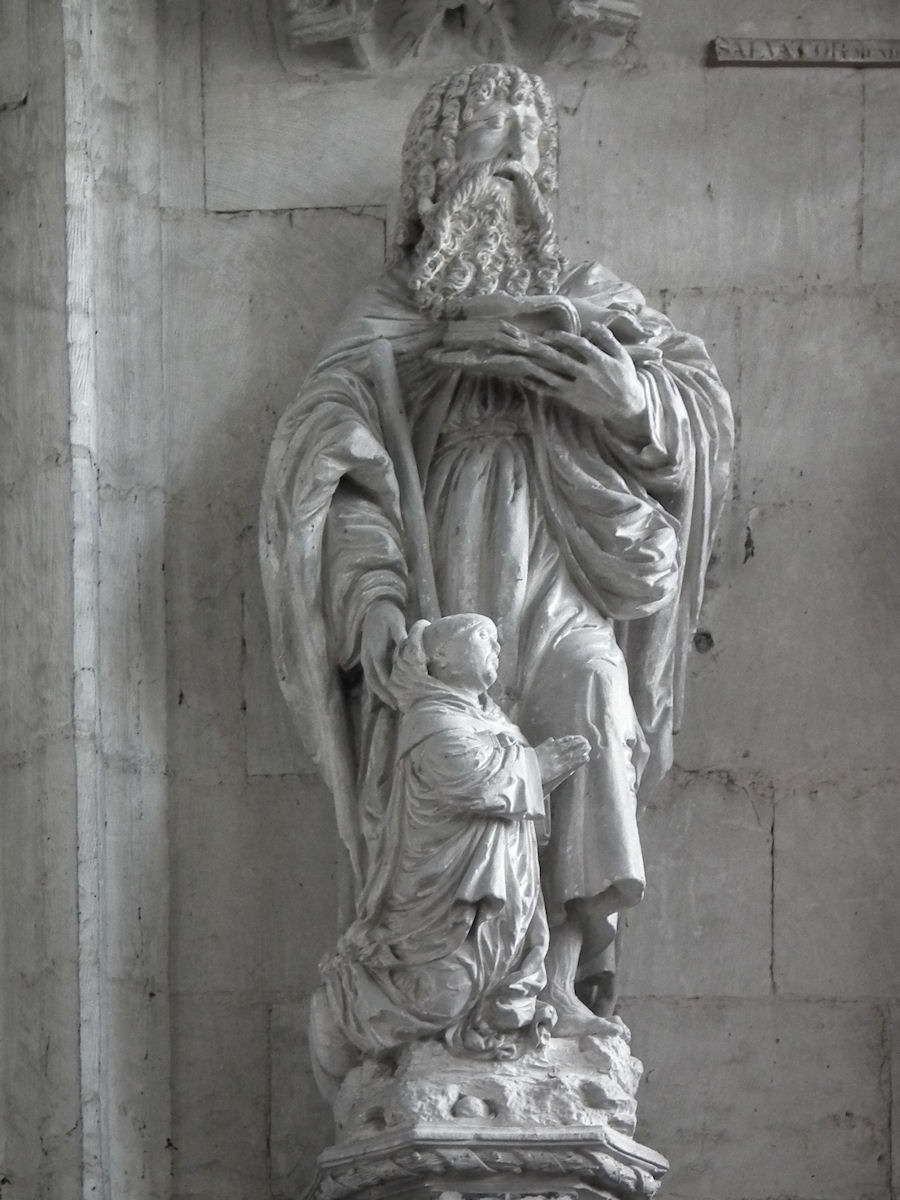
Statue de saint Riquier.

« Riquier, habitant de Centule (aujourd'hui Saint-Riquier), avait été converti à la religion chrétienne par deux moines irlandais », dit la chronique. Devenu prêtre puis évêque, il se retira en forêt de Crécy pour vivre dans la solitude et la prière. 
Sanctae Mariae Foresti Abbatia n'a été d'abord qu'un ermitage Altaria Foresti Celloc où saint Riquier se retira et finit ses jours, vers 645.
Près de l'ermitage, on construisit, en 640, un monastère, Monasteri Foresti qui devint plus tard une abbaye. 
Une rue, dite de Saint-Riquier, aboutit, aujourd'hui encore, en face de l'abbaye.
Saint Wulphy  († vers 630 ou 643 ), saint patron de Rue, fut enterré à l'abbaye au VIIe siècle. Sa dépouille est ensuite  transportée à l'abbaye Saint-Saulve de Montreuil pour être ramenée finalement à Rue.

### L'abbaye à l'époque carolingienne
L'abbaye, dédiée à Notre-Dame, abritait des moines de l'ordre des Bénédictins. Puissance foncière et politique, elle possédait la plupart des terres du village. 
En 798, Charlemagne réunit les monastères de Forest-Montiers et Saint-Riquier afin qu'ils ne formassent plus qu'un, régi par un seul abbé, comme cela avait été le cas auparavant.
Trente chanoines étaient présents en 831. Ils possédaient trois riches églises placées sous l'invocation de Marie, saint Pierre et saint Riquier.

### Essor de l'abbaye duXesiècleauXVesiècle
À la fin du Xe siècle, Hugues Capet enleva Forest-Montiers aux moines de Centule.
Suivant une bulle du pape Innocent IV, l'abbé de Forest-Montiers avait droit d'absolution sur l'abbé de Saint-Riquier.
Guy de Ponthieu, petit-fils d'Hugues Capet, mort le 20 octobre 1100, fut abbé à Forest-Montiers.
1240 : Raoul, seigneur de Nouvion donna des terres aux moines de Forest-Montiers.
Les moines étaient en possession de toute justice, hormis le rapt, la découverte des trésors et le meurtre.
1254 : Jeanne de Dammartin, veuve de Ferdinand III, roi de Castille, fit un don à l'abbaye.
À partir de Forest-Montiers, la communauté étendit son domaine sur 52 villages et possédait sept hameaux à une lieue de distance : Retz à coulons, Bernay, Genville, Neuville, Romaine, Bonnelle, le Hamel.
1256 : Les moines de Forest-Montiers, propriétaires de la vicomté de Tourmont en Marquenterre, la cèdèrent au comte du Ponthieu qui leur donna en échange une partie de la forêt de Crécy appelée « les Écanges », dans le secteur de Machiel. À Saint-Quentin-en-Tourmont existe, aujourd'hui encore, une rue de Forest-Montiers.
En août 1260, Jean, abbé de Forest-Montiers, notifia que les lépreux du Val prendraient de son abbaye deux tènements à la Caloterie qu'ils avaient acquis de Renaud du Val.
Jean d'Arrech (Arrest) vendit en 1271, la moitié des terrages d'Arrest aux religieux de Forest-Montiers.
Les chroniqueurs médiévaux nous parlent du relâchement des moines. En 1463, plusieurs religieux furent condamnés à quatre livres d'amende pour avoir été trouvés « Vautrians en forêt de Crécy et autour de la Garenne ».
Les moines étaient des bâtisseurs : ils construisirent l'église d'Estrées-lès-Crécy et celle de Regnière-Écluse.
La proximité de la Somme permit aux moines d'exporter du bois de la forêt de Crécy. Au village de Port, un chantier leur servait d'entrepôt (lieudit actuel « Aux Tilleuls »).

### La mort d'un prince
Charles II d'Orléans se rendait au siège de Boulogne-sur-Mer avec son frère aîné le Dauphin, le futur roi Henri II, au début de septembre 1545. 
Les circonstances de la mort du duc d’Orléans nous sont connues par une lettre écrite à Amiens par le nonce apostolique le 18 septembre 1545 et adressée aux présidents du Concile de Trente :

« Le duc d'Orléans serait arrivé le 4 septembre au camp du roi entre Abbeville et Montreuil alors que la peste ravageait la région. Son appartement ne lui plaisant pas, il alla dans une maison où huit personnes venaient de mourir de cette maladie. Mis en garde contre le péril, il déclara « jamais fils de France n'est mort de la peste. », se coucha sur leurs lits en riant, allant jusqu'à organiser des batailles d'oreillers avec ses compagnons. Il ne tarda pas à éprouver de la fièvre, s’alita et reçut la confession en l'abbaye bénédictine de Forest-Montiers en Picardie. Le 9 septembre, malgré une amélioration de son état, il fit une rechute et réclama le viatique. On dut empêcher physiquement à trois reprises le dauphin de se rendre au chevet de son frère par crainte de la contagion. Toutefois, Charles reçut la visite de son vieux père, François Ier, auquel il confia ces derniers mots : « Ah ! mon seigneur, je me meurs, mais puisque je vois votre majesté, je meurs content » juste avant d’expirer. François Ier s’évanouit alors de douleur puis, reprenant ses esprits, ordonna l’évacuation des lieux contaminés. »

Charles II d'Orléans fut inhumé à l'abbaye de Forest-Montiers pendant deux ans. Sa dépouille fut ensuite transférée à la basilique Saint-Denis.

### Déclin et disparition de l'abbaye (XVIIesiècleetXVIIIesiècle)

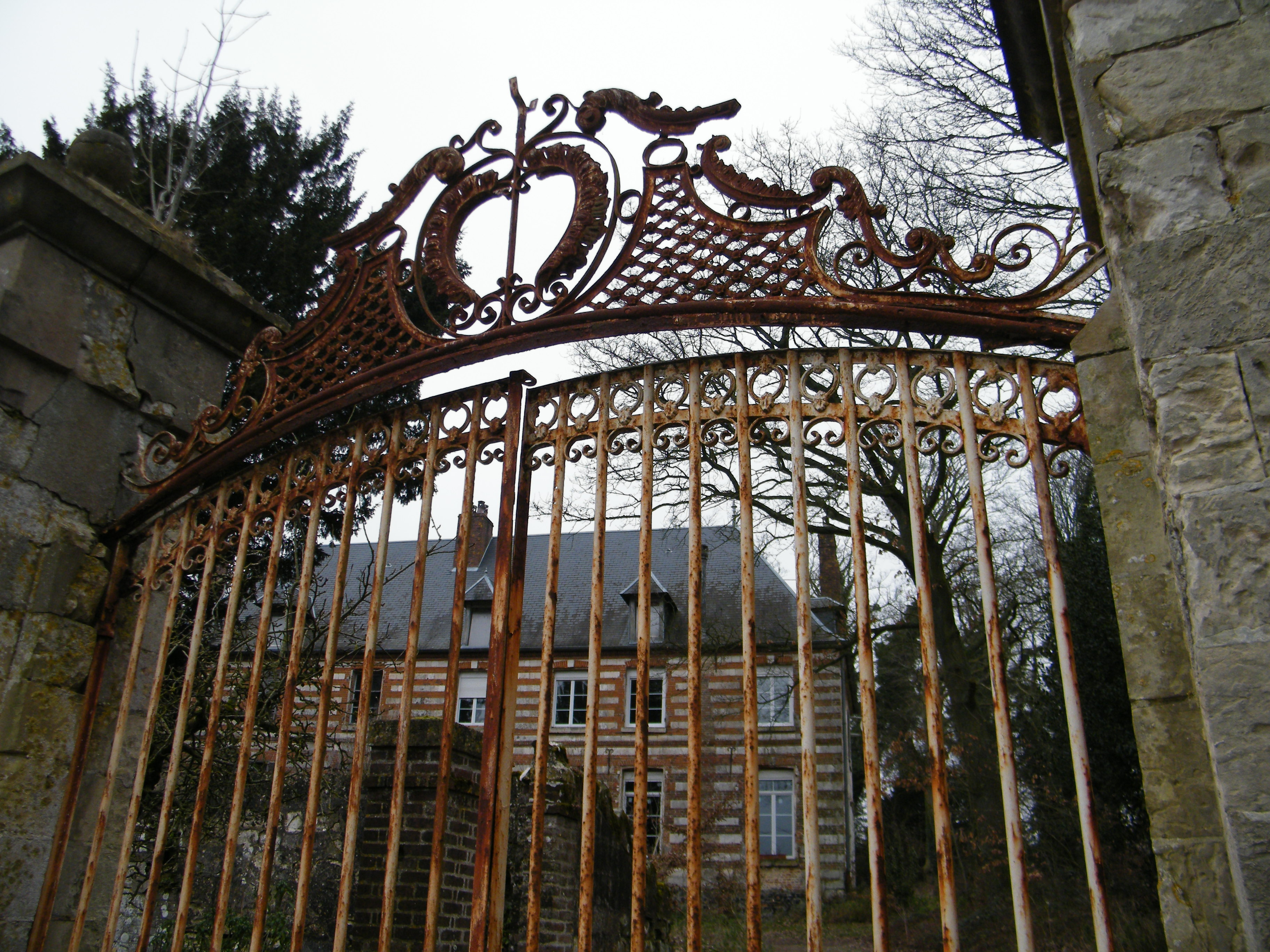

Depuis le XVIe siècle, l'abbaye était gouvernée par un abbé commendataire comme toutes les abbayes.
En 1646, l'abbaye tomba en ruines : la ferveur des moines était refroidie.
Au temps de Louis XIV, un plan indique l'église abbatiale, non loin de l'église paroissiale.
Au milieu du XVIIe siècle, le père Ignace (1596-1665) assure que, de son temps, existe encore la cellule que saint Riquier a construite avec l'aide de son disciple Sigobard : « Forest-Monstruel », à cinq lieues de Centule,.
Au XVIIIe siècle, l'abbé commendataire était Paul de Beaufort. Le revenu des terres, prés, bois, moulin et les dîmes de Crécy, Estrées, Froyelles, Machiel, Machy, Neuilly-l'Hôpital, Vismes, Arrest était de 9 700 livres. 
En 1730, le nombre de religieux était réduit à cinq. La communauté fut supprimée par décision épiscopale et lettres du Roi en 1767. Les biens de la mense conventuelle furent remis au Collège d'Abbeville. Le 11 novembre 1767, les religieux quittèrent l'abbaye pour aller s'installer près de Saint-Quentin.

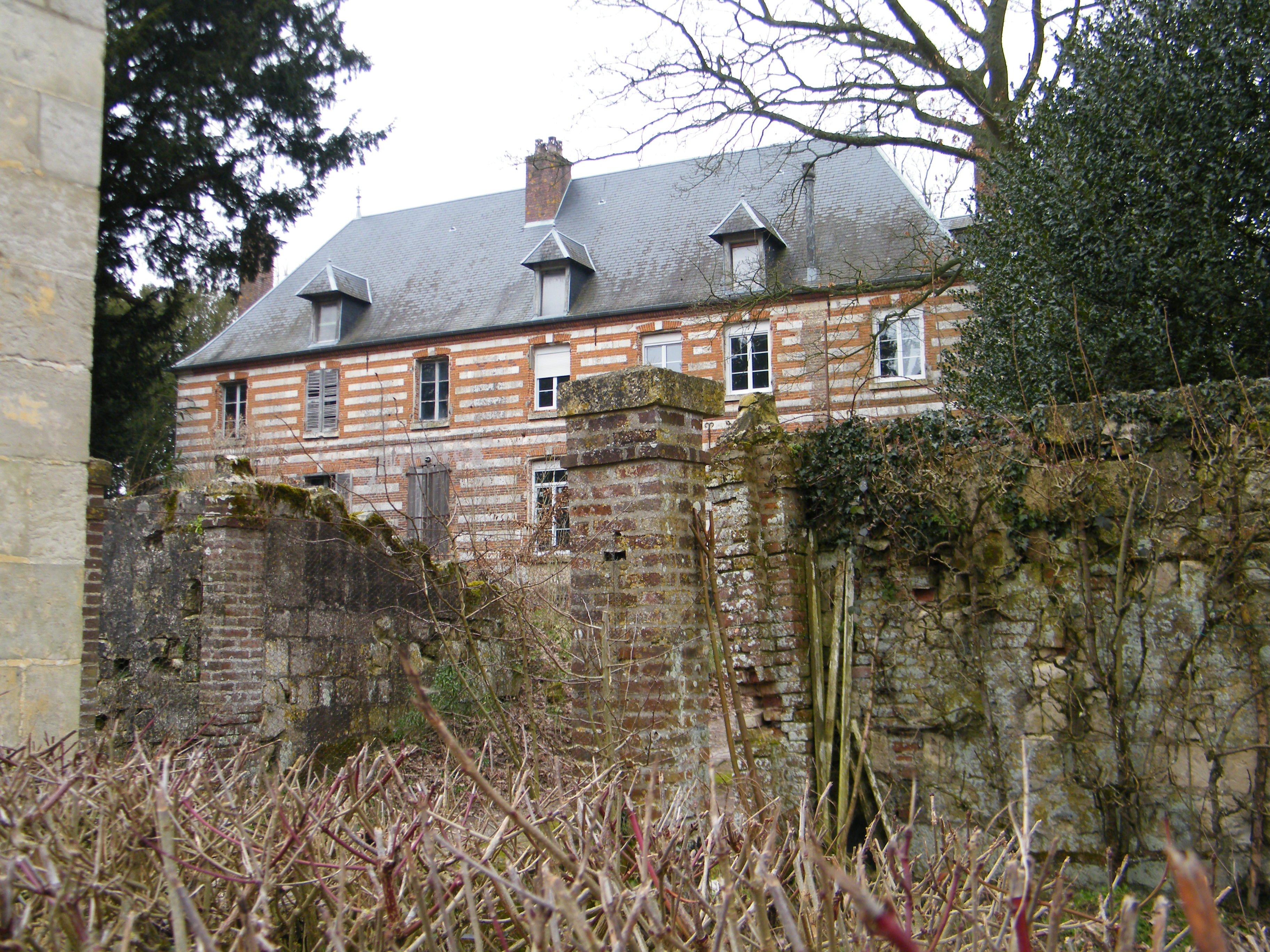
L'ancien logis abbatial.

Les biens furent vendus en 1773 à Antoine François de La Pâture, chevalier. Les objets, le mobilier, les vases sacrés, furent partagés entre plusieurs églises. Le dernier abbé fut Mouchet de Villedieu, vicaire de Nevers et maître de l'oratoire du comte d'Artois, le donateur des marais de Forest-Montiers, Ponthoile, Favières. 
Le 27 janvier 1780, décès de Jean Baptiste de Valois, 48 ans, ancien receveur du prieuré d'Abbeville, receveur de l'abbatiale de Forest-Montiers, inhumé à Forest-Montiers.
À la Révolution, l'Assemblée nationale déclara les biens de l'Église Bien national. Ce qu'il restait de l'abbaye fut vendu en 1793. La moitié fut achetée par un seul propriétaire, l'autre moitié fut morcelée en plusieurs lots. Propriété de l'abbaye, le moulin de Bernay-en-Ponthieu fut vendu pour 12 100 livres en 1791.
Aux environs de 1895, une photographie des restes de l'abbaye de Forest-Montiers est présentée dans une séance du congrès archéologique de France, il y est noté que dans l'abbaye il y aurait « de belles sculptures de bois », sculptées par Pfaffenhoffen.

## Vestiges de l'abbaye
En 2013, la ferme de l'abbaye est toujours détenue par les descendants des acquéreurs de 1793.
La maison de l'abbé a, depuis la Révolution, plusieurs fois changé de propriétaire.

## Pour approfondir